# Polycentropus jenula
Polycentropus jenula är en nattsländeart som beskrevs av Denning in Denning och Sykora 1966. Polycentropus jenula ingår i släktet Polycentropus och familjen fångstnätnattsländor. Inga underarter finns listade i Catalogue of Life.